# قلم الفضاء

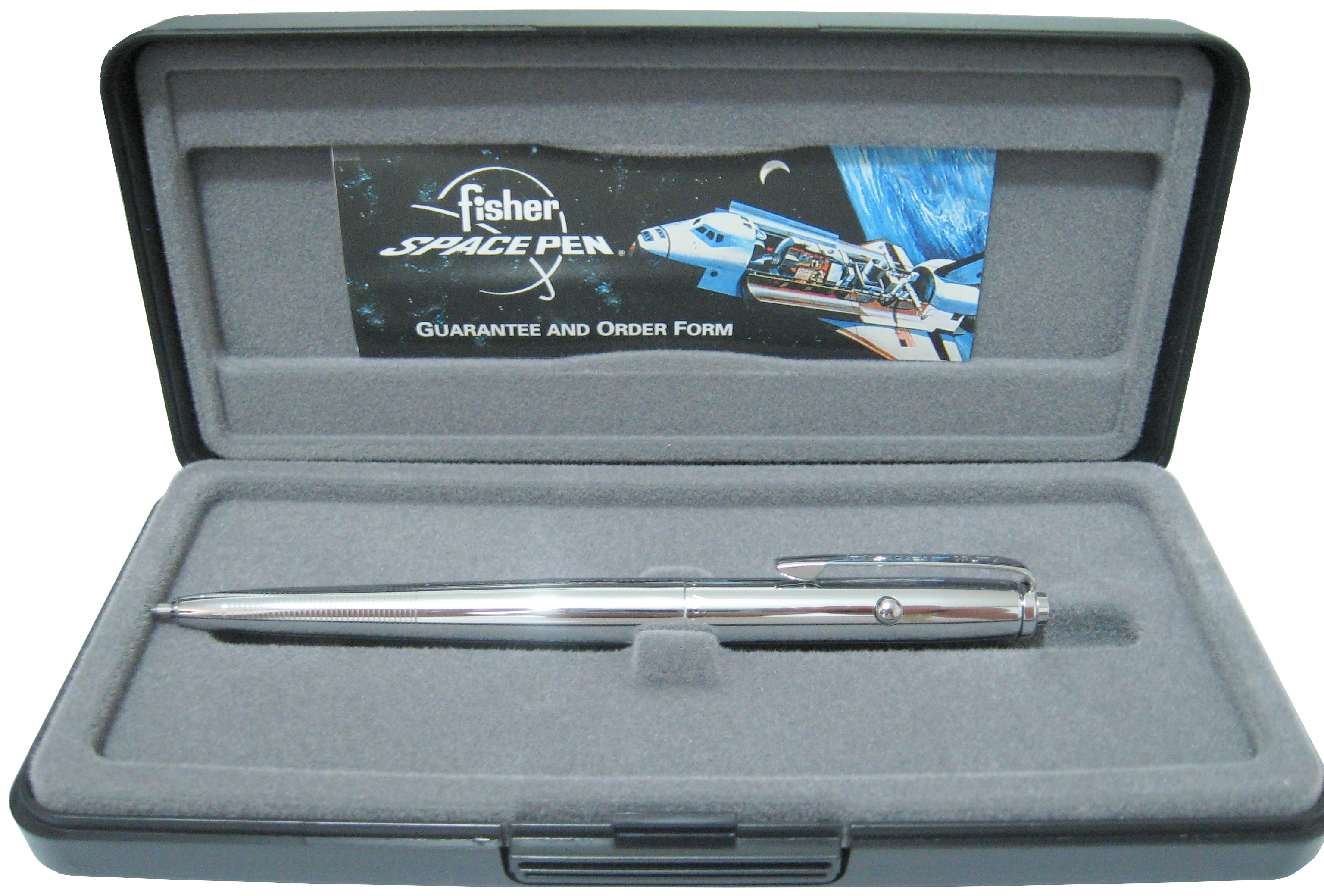
قلم رواد الفضاء AG-7

قلم الفضاء (بالإنجليزية: Space pen)‏ (المعروف أيضاً باسم قلم انعدام الجاذبية) -الذي سوقته شركة فيشر لأقلام الفضاء- هو قلم يستخدم خراطيش الحبر المضغوط. يزعم أنه يكتب في انعدام الجاذبية، وتحت الماء، وعلى ورقة مبللة وفي أي زاوية وفي نطاق واسع من درجات الحرارة.
تم اختراع قلم الفضاء من قبل صانع الأقلام الأمريكي بول فيشر في مدينة بولدر بولاية نيفادا، الولايات المتحدة الأمريكية. حصل بول فيشر على براءة اختراع قلم A47 المضاد للجاذبية في عام1965. وفيما بعد ظهرت أقلام مشابهة له في الأسواق من قبل شركات مصنعة أخرى.

## استخداماته في برامج الفضاء الأمريكية والروسية
ثمة إشاعة متداولة حديثاً تقول بأن شركة الفضاء الأمريكية (ناسا) أنفقت مبالغ ضخمة لتطوير قلمٍ يمكن استعماله في الفضاء، حتى توصلت الشركة -حسب هذه الإشاعة - إلى اختراع هذا القلم (قلم فشر للفضاء)، بينما استعمل السوفييت قلم الرصاص بكل بساطة. وكأي إشاعة أخرى، يوجد خيط من الحقيقية حولها: ناسا بدأت بحثاً لتطوير قلم فضاء، لكنها تخلت عن هذا المشروع حين ارتفعت تكاليفه كثيراً، فعاد رواد الفضاء فيها إلى استعمال أقلام الرصاص تماما كما يفعل السوفييت. لكن الادعاء أن ناسا أنفقت ملايين الدولارات على تطوير قلم فشر للفضاء غير صحيح، حيث أن قلم فشر تم تطويره بميزانية خاصة عن طريق السيد فيشر وليس دعما حكومياً. في النهاية، اشترى كل من السوفييت وناسا قلم فيشر.
برامج ناسا الفضائية الأولى استخدمت أقلام الرصاص (في رحلة 1995 على سبيل المثال)، لكن احتاجت لقلم من نوع آخر للأسباب التالية:
1. الخطورة الكبيرة التي تشكلها أطراف أقلام الرصاص المكسورة وغبار الجرافيت المتطاير على الأجهزة الإلكترونية في ظل انعدام الجاذبية.
2. قابلية الاشتعال الكبيرة للخشب المكون لأقلام الرصاص، خاصة في أجواء مليئة بالأكسجين.
3. الوثائق المكتوبة بخط قابل للإزالة والتعديل لن تكون موثوقة بشكل كبير.

رواد الفضاء السوفييت استعملوا أقلام الرصاص وأقلام الرصاص الشمعية على ألواح خشبية في البداية حتى تبنوا استعمال قلم فشر للفضاء عام1969، مع شراء مئة قطعة منه للمهمات المستقبلية. ناسا لم تقترح على السيد باول فيشر تطوير القلم، ولم يستلم فيشر أي دعم حكومي لتطويره. فيشر قام باختراعه بشكل مستقل في1965، وطلب من ناسا تجربته. وبعد اختبارات مطولة عليه، قررت ناسا استخدامه في مهمات برنامج أبولو الفضائي التالية. بعد ذلك، تم الإعلان عن أن ناسا اشترت في عام1967 حوالي400 قلم ب2.95 دولار للقلم الواحد.
في عام2008، تم بيع قلم فضاء استُعمل في مهمة أبولو 17 في مزاد بقيمة 23900 دولار.